# 반띠엔중
반띠엔중(베트남어: Văn Tiến Dũng / 文進勇, 문진용, 1917년 5월 2일 ~ 2002년 3월 17일)은 베트남의 독립운동가이자 군사 지도자이다.
베트남 인민군의 총참모장 (1953년 ~ 1954년, 1954년 ~ 1978년), 북베트남 국방부장(1980년 2월 ~ 1987년 2월)등의 요직을 지냈으며, 1984년 12월에서 1986년 7월 14일까지 베트남 공산당 중앙군사위원회 비서를 맡았다.

## 어린 시절
베트남 하노이의 뜨리엠현(Từ Liêm)에서 빈농의 아들로 태어났다. 반띠엔중의 어머니는 이른 나이에 사망하였으며, 아버지는 그가 15세가 되는 해에 사망했다. 부모가 모두 사망한 상태에서 그는 더 이상 학업을 이을 수 없었다. 그는 학업 활동을 그만 두고 재단사로 취직하였고, 17세에 쩐반 섬유 공장에 일하기 위해서 항봉현(Hàng Bông)으로 이주하였다. 이후 행적은 알려져 있지 않다.

## 공산당 활동
1937년 11월에 인도차이나 공산당에 입당하였다. 1939년 11월, 파업에 관여한 혐의로 프랑스 식민 정부 경찰에 의해 검거되었고, 선라성(Sơn La) 감옥에 투옥되었다. 1941년 탈옥한 그는 하노이 지역으로 가서 복귀하였고, 1944년에 인도차이나 공산당 박닌성(Bắc Ninh) 지역당 서기가 되었으며, 같은 해에 혁명 동지인 응우옌찌끼(Nguyen Thi Ky)와 결혼하였다.
1945년 4월에 베트남 독립동맹회 군사위원회 산하 북부 지역 사령부의 비서가 되었으며, 꽝쭝(Quang Trung) 지역의 군사 봉기를 지휘하였다. 1945년 8월에는 호아빈, 닌민, 탄호아 지역의 군사 조직을 지휘하여 빠르게 해당 지역을 베트남 독립동맹회의 영향권 안에 흡수하였다.
1946년 12월에 베트남 인민군 내 정치 사업의 총책임자인 총정치국장이 되었고, 제1차 인도차이나 전쟁에선 베트남 인민군 320사단의 정치 사업을 직접 관리했다. 1953년 11월에는 베트남 인민군의 총참모장이 되었고, 1954년에 베트남 인민군 육군 대표단 단장을 역임할 때를 제외하고, 1978년 5월까지 총참모장으로서 역할을 하였다.

## 베트남 전쟁 이후
1980년 2월에는 보응우옌잡의 뒤를 이어서 베트남 인민군의 국방부장으로 임명되었으며, 1984년 12월에는 당내 군사 지도의 최고 조직의 지도자인 중앙군사위원회 비서로 선출되었다. 그러나 1986년에 열린 제6차 당대회에서 그는 정치국 위원으로 선출되지 않았기에, 중앙군사위원회 비서직을 사임해야 했다.
2002년 3월 17일 17시 30분 하노이 108군 중앙 병원에서 85세의 나이로 사망하였다.